# Abdelhamid Berchiche
Abdelhamid Berchiche dit Ali Hamid Berchiche né le 30 juillet 1940 à Boufarik, est un enseignant et homme politique algérien.plus jeune docteur en droit en afrique.

## Biographie
Professeur de droit, il enseignait dans différentes écoles de hautes études ainsi qu'à l'Université d'Alger et à l’École Supérieure de Banque.
Il a été désigné sénateur entre 2001 et 2010. Passionné de football, il a été aussi ministre à la tête du "Ministère de la Jeunesse et des Sports" entre 2001 et 2002. Il a été le président-fondateur de la Commission des Litiges de la Fédération Algérienne de Football jusqu'en 2009. Auparavant, président de la Commission des Affaires Juridiques de la FAF (1995-1998).

## Fonctions
- 1976-1979 : Doyen de la Faculté de Droit d'Alger Ben-Aknoun.
- 1998-2000 : Recteur de l'Université Mouloud Mammeri de Tizi Ouzou.
- 2001-2002 : Ministre de la Jeunesse et des Sports du Gouvernement Benflis.
- 2002-2010 : Sénateur désigné sur le tiers présidentiel.